# Hipengiofobia
Hipengiofobia o hipengiafobia es el miedo persistente, obsesivo, irracional y enfermizo ante cualquier tipo de responsabilidad, tanto de las cosas como de las situaciones. Del griego ἐγγύς (engýs, “estrecho”).
Es difícil saber cuándo una responsabilidad supera a una persona y por lo tanto, el miedo es racional. 
La hipengiofobia se distingue de otros motivos de huida de competencia porque sigue las siguientes pautas: 
1) La reacción, siempre de huida de la responsabilidad, es desproporcionada frente a la situación que la crea.
2) No se puede explicar o razonar.
3) Está fuera del control voluntario.
Los que adolecen esta enfermedad pueden tener pocas amistades; dificultades para concretar citas con el sexo opuesto; abandonar la escuela prematuramente; rechazar las promociones en el trabajo; desmoralizarse y deprimirse; abusar del alcohol; y desarrollar otros trastornos psiquiátricos.